# Crésida (satélite)
Crésida (en inglés: Cressida) es un satélite interior de Urano. Fue descubierto a partir de imágenes tomadas por la sonda espacial Voyager 2 el 9 de enero de 1986, y recibió la designación temporal S/1986 U 3. Su nombre proviene de Crésida, la hija troyana de Calchas, una heroína trágica de Troilo y Crésida, obra de William Shakespeare. También recibe la designación Urano IX.
Crésida pertenece al grupo de Porcia, que incluye a Bianca, Desdémona, Julieta, Porcia, Rosalinda, Cupido, Belinda y Perdita. Estos satélites poseen órbitas y propiedades fotométricas similares. Desafortunadamente, salvo su órbita, el radio de 41 km y su albedo geométrico de 0,08 no se conoce prácticamente nada más.
En las fotografías tomadas por la Voyager 2, Crésida aparece como un objeto alargado, con el eje mayor apuntando a Urano. Su superficie es de color gris.
Crésida puede colisionar con Desdémona en los próximos 100 millones de años.